# Лохіно
Ло́хіно́ (рос. Лохино) — село в Одинцовському районі Московської області Російської Федерації.

## Розташування
Село Лохіно входить до складу міського поселення Одинцово, воно розташовано поруч із Можайським шосе. Найближчі населені пункти, Мамоново, Трьохгорка, Хутір Одинцовський, Вирубово.

## Історія
Назва походить чи від неканонічного імені Лоха (від діалектного лоха — «дурна жінка») чи Лох (від діал. лох — «роззява»). В останньому випадку примітно рідкісне використання присвійного суфікса -ин замість звичайного для іменників 2-ї відміни -ов.
Спочатку село розташовувалося в 8,5 кілометрах північніше, у східній частині сучасного Лохіна острова, недалеко від колишнього Аксаєвського озера (нині — нове русло Москви-ріки). Точний час виникнення поселення на тому місці невідомий, але вже в XVIII ст. найменування «деревня Лохино» згадується в «Економічних примітках» разом із Роздорами й Архангельським у володінні князя Миколи Олексійовича Голіцина. На той момент у ньому налічувалося 17 дворів і проживало 102 людини.
У середині XIX століття Лохіно, разом з Архангельським, значилося у володінні князя Бориса Миколайовича Юсупова. У 17 дворах села проживало 68 душ чоловічої і 88 жіночої статі. У 1890 році в Лохині було вже 244 людини.
На мапі 1929 року село вже показане перенесеним на 1 км на південний захід і розташовується між новим руслом Москви-ріки й озером Глуха Яма. Судячи з перепису 1926 року, тут було 53 господарства, у яких проживало 268 осіб, розташовувалася сільська рада. Через своє вдале місце розташування Архангельське стає місцем відпочинку представників партійно-урядової номенклатури, і тому село Лохіно переводять з острова, утвореного течією річки Москви і її стариці, на нове місце, поблизу села Мамонова.
Перепис 1989 року відзначив у Лохіні 70 господарств і 111 постійних жителів. Поруч розташувалося невелике 2-е Лохінське селище, де було 11 господарств і 29 осіб.

## Населення
Станом на 2010 рік у селі проживало 112 людей.